# Soba (Kantabrien)
Soba ist eine Gemeinde in der spanischen Autonomen Region Kantabrien.

## Geschichte
Die zahlreichen prähistorischen Zeugnisse der archäologischen Funde im Gemeindegebiet deuten darauf hin, dass die menschliche Anwesenheit in diesen Gebieten bis in die Altsteinzeit zurückreicht, auch wenn von der römischen Anwesenheit oder den keltiberischen Stämmen und Gemeinschaften des Hochmittelalters keine Spuren hinterlassen wurden. Tatsächlich stammt die erste schriftliche mittelalterliche Dokumentation aus dem Jahr 863 und betrifft die Abhängigkeit dieser Ländereien von den Klöstern von Oña und Najera.

## Orte
- Aja
- Asón
- Astrana
- Bustancillés
- Cañedo
- Fresnedo
- Hazas
- Herada.
- Incedo
- Lavín
- Pilas
- El Prado
- Quintana
- Regules
- Rehoyos
- La Revilla
- Rozas
- San Juan
- San Martín
- San Pedro
- Sangas
- Santayana
- Valcaba
- Valdició
- Veguilla (Hauptort)
- Villar
- Villaverde

## Bevölkerungsentwicklung
| 1842 | 1900 | 1950 | 1981 | 1991 | 2001 | 2011 |
| ---- | ---- | ---- | ---- | ---- | ---- | ---- |
| 3208 | 3761 | 4119 | 2091 | 1856 | 1569 | 1318 |

## Wirtschaft
Der primäre Sektor, insbesondere die Viehzucht, ist die Basis der Wirtschaft der Gemeinde.